# Matt Martin
Matthew Martin (ur. 8 maja 1989 w Windsor) – kanadyjski zawodowy hokeista na lodzie grający jako skrzydłowy w klubie New York Islanders w National Hockey League (NHL).

## Kariera

### Amatorska
W młodości Martin dołączył do lokalnej drużyny z minor league – Windsor Jr. Spitfires, ale klub zdecydował się nie zostawiać młodego zawodnika na kolejny sezon. W 2006 dołączył do Sarnia Sting z Ontario Hockey League (OHL), jako walk-on (zawodnik bez stypendium sportowego), grając w jednej linii ze Stevenem Stamkosem. We wrześniu 2008 Martin został kapitanem Sarnia Sting.

### Zawodowa
W czerwcu 2008 podczas NHL Entry Draft Martin, ze 148 numerem w 5 rundzie, został wybrany przez New York Islanders. 4 września 2009 Nowojorczycy zawarli z Martinem 3-letni entry-level contract (pierwszy kontrakt w NHL). Swoją pierwszą bramkę w NHL zdobył 29 października 2010 pokonując Alexa Aulda z Montreal Canadiens. 15 września 2012 zawarł nowy, czteroletni kontrakt z Islanders. 1 lipca 2016 jako wolny agent podpisał 4-letni, warty 10 mln dolarów kontrakt z Toronto Maple Leafs. Po dwóch sezonach w Toronto, w lipcu 2018 Martin został oddany do New York Islanders w zamian za Eamona McAdama.
Do Martina należy rekord NHL w liczbie uderzeń w ciągu jednego sezonu (382 w sezonie 2014-15).

## Statystyki
| 2004–05   | Windsor Jr. Spitfires   | MHAO      | 32  | 8  | 11 | 19  | 78  | —  | — | — | — | —  |
| 2005–06   | Blenheim Blades         | GLJHL     | 40  | 11 | 12 | 23  | 102 | —  | — | — | — | —  |
| 2006–07   | Sarnia Blast            | GOJHL     | 9   | 2  | 5  | 7   | 16  | —  | — | — | — | —  |
| 2006–07   | Sarnia Sting            | OHL       | 39  | 3  | 3  | 6   | 52  | 4  | 0 | 0 | 0 | 0  |
| 2007–08   | Sarnia Sting            | OHL       | 66  | 25 | 13 | 38  | 155 | 9  | 3 | 3 | 6 | 16 |
| 2008–09   | Sarnia Sting            | OHL       | 61  | 35 | 30 | 65  | 142 | 5  | 3 | 0 | 3 | 10 |
| 2009–10   | Bridgeport Sound Tigers | AHL       | 76  | 12 | 19 | 31  | 113 | 5  | 1 | 2 | 3 | 4  |
| 2009–10   | New York Islanders      | NHL       | 5   | 0  | 2  | 2   | 26  | —  | — | — | — | —  |
| 2010–11   | Bridgeport Sound Tigers | AHL       | 7   | 1  | 2  | 3   | 11  | —  | — | — | — | —  |
| 2010–11   | New York Islanders      | NHL       | 68  | 5  | 9  | 14  | 147 | —  | — | — | — | —  |
| 2011–12   | New York Islanders      | NHL       | 80  | 7  | 7  | 14  | 121 | —  | — | — | — | —  |
| 2012–13   | New York Islanders      | NHL       | 48  | 4  | 7  | 11  | 63  | 6  | 1 | 0 | 1 | 14 |
| 2013–14   | New York Islanders      | NHL       | 79  | 8  | 6  | 14  | 90  | —  | — | — | — | —  |
| 2014–15   | New York Islanders      | NHL       | 78  | 8  | 6  | 14  | 114 | 7  | 0 | 1 | 1 | 12 |
| 2015–16   | New York Islanders      | NHL       | 80  | 10 | 9  | 19  | 119 | 11 | 0 | 0 | 0 | 12 |
| 2016–17   | Toronto Maple Leafs     | NHL       | 82  | 5  | 4  | 9   | 123 | 6  | 0 | 2 | 2 | 6  |
| 2017–18   | Toronto Maple Leafs     | NHL       | 50  | 3  | 9  | 12  | 50  | —  | — | — | — | —  |
| 2018–19   | New York Islanders      | NHL       | —   | —  | —  | —   | —   | —  | — | — | — | —  |
| NHL razem | NHL razem               | NHL razem | 570 | 50 | 59 | 109 | 853 | 30 | 1 | 3 | 4 | 44 |